# Rádio Slovensko
Rádio Slovensko, en abrégé SRo 1, est une station de radio publique slovaque du groupe Rozhlas a televízia Slovenska (RTVS). 
Elle possède actuellement un format généraliste. C'est la deuxième station la plus écoutée du pays.

## Historique
Rádio Slovensko commence ses émissions sous le nom « Slovensko 1 » le 1er janvier 1993, jour de l'indépendance de la Slovaquie, et qui appartient au groupe audiovisuel public slovaque RTVS. Durant ses premières années elle diffuse surtout de la musique rock. 
Le 5 septembre 2000 elle prend son nom actuel. Le 6 septembre 2004 elle modifie sa programmation pour offrir des informations concernant la culture.